# Euphrosine triloba
Euphrosine triloba är en ringmaskart som beskrevs av Ehlers 1887. Euphrosine triloba ingår i släktet Euphrosine och familjen Euphrosinidae. Inga underarter finns listade i Catalogue of Life.